# Positronisk
Denna artikel handlar om den fiktiva positronhjärnan. För den fysiska elementarpartikeln, se positron.
Positronisk är ett science fiction-begrepp som främst används om fiktionens robothjärnor. Termen avser att inom berättelsen förklara varför robotars hjärnor fungerar som de gör. Dock beskrivs aldrig tekniken bakom det "positroniska", eller på vilket sätt det "positroniska" har den önskade effekten.
Termen positronhjärna myntades 1941 av Isaac Asimov då han började skriva sina robotberättelser. I dessa berättelser är robotarna, som är levande maskiner, genom sin konstruktion underkastade robotikens tre lagar. Lagarna är formulerade så att de hindrar robotarna från att skada människor. I de fall då det verkar som att någon robot trots det har brutit mot någon av dessa lagar kallas robotpsykologen Dr. Susan Calvin in för att ta reda på hur detta är möjligt. Hon finner då ibland att det beror på fel i en positronisk hjärna.